# Habitación para tres
Habitación para tres es una película española de comedia estrenada en 1952, dirigida por Antonio Lara (alias "Tono"), basada en la obra de teatro Guillermo Hotel escrita por el propio Tono y estrenada en 1945. Está protagonizada en los papeles principales por Carolina Giménez, Armando Moreno y Manolo Gómez Bur.

## Sinopsis
Alicia llega a un hotel en una ciudad para casarse al día siguiente con Felipe. La confusión comienza cuando, por error, comparten habitación dos huéspedes: Alicia y Carlos, un abogado que debe presentarse en un juicio local.
Pero las cosas se complican aún más: dentro de la habitación también se oculta un ladrón (apodado Enriqueta), que espera el momento oportuno para robar algo de valor. Para evitar escándalos —y proteger la reputación de la novia—, acuerdan pasar juntos la noche, repartiendo los espacios: Alicia duerme en la cama, Carlos en el sofá y el ladrón escondido bajo la cama.
Al amanecer, Felipe llega con sus padres y se genera una situación delicada que Alicia deberá resolver para evitar malos entendidos.

## Reparto
- Carolina Giménez ... Alicia
- Armando Moreno ... Carlos
- Manolo Gómez Bur ... Enriqueta
- José Luis Ozores ... Felipe Mendigurría
- Manuel Arbó ... Justo, padre de Felipe
- Matilde Muñoz Sampedro ... Carlota, madre de Alicia
- Fernando Aguirre ... Raimundo, padre de Alicia
- Manuel Guitián ... Recepcionista de hotel
- Antonio Riquelme (hijo) ... Polito Pérez
- Josefina Bejarano ... Catalina, madre de Felipe
- Pedro Valdivieso ... Recepcionista de hotel
- Manuel Fernández Pin
- Julia Martínez ... Titina
- Fernando Montijano
- Gregorio Escolar
- José Cualladó

Resto del elenco (sin acreditar, ordenado alfabéticamente)
- Pilar Azpilicueta
- José Luis Flores
- José Guijarro
- Vicente Gómez Bur
- Juanita Mansó
- Rosita Morante
- Antonio Ozores - Huésped despistado
- Pepito Vidal - Chico
- Marita Yagüe